# 清宮零
清宮 零（きよみや れい、1928年1月4日 - ）は、日本の詩人・作家。
埼玉県生まれ。本名・勝一（かついち）。1944年海軍甲種飛行予科練生に志願。土浦海軍航空隊に入隊。1945年敗戦のため、8月18日にサイパン島に強制着陸してB29を撃破するという任務を解かれ、「105特別攻撃隊」は横須賀通信隊に戻り、解散。帰還軍人として日本大学農学部予科１年に特別編入し、日本大学法学部政経学科を卒業。産経新聞社に入社し、浦和支局、千葉支局、東京本社婦人部の記者として13年間勤務後、特殊法人埼玉県住宅供給公社に転職。同公社業務部長の時、後進に道を譲るため定年１年前に退職。
仕事のかたわら詩、小説を書き、1969年小説『空葬』で第1回埼玉文学賞小説部門の準賞を受賞。日本現代詩人会会員、大宮詩人会会員、文芸同人誌『風姿』同人。2015年小説『空人』が小沼雄一監督によって映画化された。

## 著書
- 『風車 清宮零詩集』大宮詩人叢書刊行会 1986年
- 『宙の塵 清宮零詩集』大宮詩人叢書刊行会 1987年
- 『砂漠の河童 詩集』大宮詩人叢書刊行会 1989
- 『空人 死者との約束』文芸社 2014